# Marian Klincewicz
Marian Klincewicz (ur. w 1936 r.) – artysta plastyk, grafik, twórca ekslibrisów, zamieszkały we Wrocławiu, członek wrocławskiej grupy grafików „Rys”. 
Absolwent Państwowego Ogniska Kultury Plastycznej we Wrocławiu. Uprawiał grafikę warsztatową. Ekslibrisy wykonywał w technikach: akwaforta, akwatinta, sucha igła. 

## Udział w wystawach ekslibrisu (min.)
- 1978: Międzynarodowy Kongres Ekslibrisu w Lugano (Włochy)
- 1981: Inter-Exlibris Frederikshavn (Dania)
- 1981: Rawicz, Wrocław, Warszawa
- 1982: Międzynarodowy Kongres Ekslibrisu w Oxfordzie (Wielka Brytania)
- 1984: XX Międzynarodowy Kongres Ekslibrisu w Weimarze
- 1984: Wystawa Ekslibrisu w Cortonie (Włochy) i Kronach (Niemcy)
- 1984: Malbork, X Biennale Ekslibrisu Współczesnego
- 1984: Warszawa, Wystawa Pamięci Powstania Warszawskiego
- 1984: Białystok, II Wystawa Sztuki Religijnej
- 1985: Białystok, III Wystawa Sztuki Religijnej
- 1984: Rawicz, Ogólnopolski Konkurs na Ekslibris
- 1985: Rawicz, Ogólnopolski Konkurs na Ekslibris
- 1985: Kielce, Ogólnopolski Konkurs na Ekslibris Pamięci Stefana Żeromskiego
- 1985: Kazimierz Dolny, Konkurs na Ekslibris Towarzystwa Przyjaciół Kazimierza Dolnego